# Kim Ir-senova univerzita
Kim Ir-senova univerzita (korejsky 김일성종합대학 – Kim Il-sŏng džonghap tähak) je univerzita v Pchjongjangu, hlavním městě Severní Koreje. Sídlí v obvodě Täsŏng na severním břehu Tedongu a je nejstarší a nejvýznamnější severokorejskou univerzitou. Založena byla z rozhodnutí Korejské strany práce v roce 1946 a pojmenována byla k poctě severokorejského vůdce Kim Ir-sena. V průběhu korejské války začátkem padesátých let dvacátého století sídlila v Pchjongsongu.